# Смит, Соня
Соня Смит (англ. Sonya Smith; 23 апреля 1972, Филадельфия, Пенсильвания) — американская актриса, наиболее известная по ролям в теленовеллах.

## Биография
Смит — дочь венесуэльской актрисы Илеаны Хакет и её американского мужа. Она родилась в Соединённых Штатах, но выросла в Венесуэле. 
Смит стала популярной в начале 1990 годов после роли Эстрелиты Монтенегро, главной героини теленовеллы «Замарашка». В 2007 году она снималась в сериале «Загнанная», а в 2012—2013 годах — в теленовелле «Храброе сердце».
В 2008—2013 годах Смит была замужем за мексиканским актёром Габриэлем Поррасом.

## Избранная фильмография
| Год       |   | Русское название | Оригинальное название | Роль                         |
| --------- | - | ---------------- | --------------------- | ---------------------------- |
| 2007      | ф | Под одной луной  | La Misma Luna         | сеньора Снайдер              |
| 2007      | с | Загнанная        | Acorralada            | Федора Гарсес Гавиота        |
| 2010      | с | Аврора           | Aurora                | Анджела Аменабар             |
| 2012      | с | Опасные связи    | Relaciones Peligrosas | Лукреция                     |
| 2012—2013 | с | Храброе сердце   | Corazón valiente      | Исабель Уриарте де Арройо    |
| 2014—2015 | с | Земля королей    | Tierra de reyes       | Каэтана Бельмонте Дель Хунко |